# Alfuzosyna
Alfuzosyna (łac. alfuzosinum) – organiczny związek chemiczny, pochodna chinazoliny, stosowana w leczeniu łagodnego przerostu gruczołu krokowego. Jest związkiem chiralnym, produkt farmaceutyczny jest mieszaniną racemiczną obu enancjomerów.

## Mechanizm działania
Selektywny antagonista obwodowych postsynaptycznych receptorów adrenergicznych α1, które umiejscowione są w gruczole krokowym, podstawie pęcherza moczowego oraz w części sterczowej cewki moczowej.
Hamowanie receptorów α1 zmniejsza przeszkodę podpęcherzykową poprzez bezpośrednie rozkurczające działanie na mięśnie gładkie gruczołu krokowego. Alfuzosyna obniża ciśnienie wewnątrzcewkowe, zmniejszając tym samym opór przepływu moczu podczas jego oddawania.
Alfuzosyna jest wysoce uroselektywna – jej działanie na mięśniówkę gładką naczyń krwionośnych jest kilka razy mniejsze niż to wywierane na mięśnie cewki moczowej. Tym samym, w dawkach leczniczych, alfuzosyna nie wpływa na ciśnienie krwi.
Lek zmniejsza nieprzyjemne objawy ze strony układu moczowego, m.in. tzw. wrażenie pełnego pęcherza. Stwierdzono, że alfuzosyna:
- wyraźnie zwiększa ilość oddawanego moczu podczas jednej mikcji, średnio nawet o 30%,
- zmniejsza napięcie wypieracza i podnosi objętość moczu, która wywołuje potrzebę mikcji,
- zmniejsza wyraźnie objętość płynu pozostającego w pęcherzu moczowym po mikcji.

## Właściwości farmakokinetyczne
Lek wchłania się dość szybko z przewodu pokarmowego, osiągając maksymalne stężenie w osoczu średnio po ok. 1,5 godziny od momentu zażycia. Pokarm nie wpływa na biodostępność alfuzosyny. Lek wchłania się znacznie szybciej i osiąga we krwi wyższe stężenie u osób po 75. roku życia. Okres półtrwania wynosi średnio 4,8 godziny i nie wydłuża się znacząco w przypadku pacjentów z niewydolnością nerek. Lek metabolizowany jest w wątropie przy udziale izoenzymu CYP3A4 i wydalany, głównie w postaci nieczynnych metabolitów, z kałem. Około 11% niezmetabolizowanego leku wydalana jest drogą nerkową.

## Wskazania
Leczenie objawów przerostu gruczołu krokowego, głównie związanych z utrudnionym oddawaniem moczu, głównie w sytuacji, gdy leczenie operacyjne zostało odroczone.

## Przeciwwskazania
- nadwrażliwość na alfuzosynę, olej rycynowy lub jakikolwiek inny składnik preparatu,
- nadwrażliwość na inne leki z grupy antagonistów receptora a1-adrenergicznego,
- niedociśnienie ortostatyczne,
- pacjenci leczeni innymi lekami blokującymi receptory a1-adrenergiczne,
- ciężka niewydolność wątroby,

## Specjalne środki ostrożności
U niewielkiej liczby pacjentów leki blokujące receptory α1-adrenergiczne, zażywane obecnie lub w przeszłości, mogą wywołać podczas operacji zaćmy śródoperacyjny zespół wiotkiej tęczówki (IFIS, ang. intraoperative floppy iris syndrome). Ryzyko pojawienia się tej komplikacji jest bardzo niewielkie, niemniej jednak należy poinformować chirurga-okulistę o przyjmowanych, obecnie lub w przeszłości, lekach α1-adrenergicznych, by był przygotowany na ewentualną konieczność zmiany techniki operacyjnej.
Alfuzosynę należy podawać bardzo ostrożnie pacjentom z chorobą niedokrwienną serca.

## Interacje
Alfuzosyny nie należy podawać łącznie z:
- innymi środkami blokującymi receptory α1-adrenergiczne,
- środkami do znieczuleń ogólnych (należy odstawić alfuzosynę na 24 h przed planowanym zabiegem chirurgicznym),
- nitratami (istnieje ryzyko nadmiernego spadku ciśnienia tętniczego krwi).

Silne inhibitory izoenzymu CYP3A4 (itrakonazol, ketokonazol, rytonawir, inhibiory proteazy, klarytromycyna, telitromycyna, nefazodon) zwiększają stężenie alfuzosyny we krwi.

## Działania niepożądane
Do najczęściej występujących objawów ubocznych należy:
- niedociśnienie ortostatyczne,
- zawroty i bóle głowy, złe samopoczucie, uczucie omdlenia,
- zaburzenia przewodu pokarmowego (biegunka, bóle brzucha, nudności, suchość w ustach),

Mają one umiarkowany charakter i w większości mijają samoistnie w miarę kontynuacji leczenia, bardzo rzadko stając się przyczyną odstawienia leku.
Wystąpić mogą również zaburzenia ze strony układu krwionośnego (tachykardia, kołatanie serca), zaburzenia w pracy wątroby, skórne reakcje alergiczne, uderzenia gorąca, zaburzenia widzenia, senność.

## Preparaty
- Dalfaz SR (prod. Sanofi-Aventis) – tabletki o przedłużonym uwalnianiu.